# Castillo de la Plana
El castillo de Castellnou de la Plana o Castellnou de la Plana es un castillo de finales de la Edad Media situado en el término municipal de Moyá, en la comarca del Moyanés. Está situado al sur de la villa, a la derecha de la riera de Castellnou, al este y cerca de la carretera C-59 aproximadamente un kilómetro al sureste del centro de la villa. Está considerado como ejemplo único al integrar en un mismo conjunto arquitectónico dos molinos dobles y un castillo. Alberga el mayor aljibe conservado de la España cristiana medieval con 450 m³ de capacidad.

## Historia
En sus inicios, que datan del siglo X, era un conjunto formado por un molino y su granja que luego fue transformado en castillo por Planella cuando obtuvieron la jurisdicción del castillo de Clará y del término de la villa de Moyá. Se habla ya en un documento de 1392 (Castro novo), y aparece siempre asociado a la familia Planella, Bernardo de Planella fue nombrado veguer de Manresa y Bages en 1339, cargo que repitió al menos hasta 1358. Un hijo suyo era Pedro de Planella, que en 1381 consta residente en el Castillo Nuevo de Moyá, una domus erigida en el término y subveguería de Moyá, que tenía categoría de castillo fronterizo, es decir, con jurisdicción sobre un territorio determinado.